# Miecław
Miecław je bil točaj poljskega kralja Mješka II. Lamberta, ki je leta 1038 razglasil neodvisnost države, v kateri je vladal, od Vojvodine Poljske, * 10./11. stoletje, † 1047.
Z razglasitvijo neodvisnosti se je začel upor, ki je trajal do njegove smrti.

## Zgodovina
Po smrti poljskega kralja Mješka II. Lamberta leta 1034 in izgonu njegovega sina Kazimirja I. Obnovitelja v Ogrsko kraljestvo je Poljska zašla v obdobje nestabilnosti, ki je leta 1038 privedlo do kmečkega upora. Miecław je izkoristil priložnost in okoli leta 1038 ustanovil svojo državo.
Poljski vojvoda Kazimir I. se je vrnil iz izgnanstva leta 1039. Poročil se je s kijevsko kneginjo Marijo Dobronego in preko nje sklenil zavezništvo z velikim kijevskim knezom Jaroslavom Modrim. Miecław je v pričakovanju napada iz Rusije sklenil zavezništvo s pomorjanskimi in jatvinškimi plemeni. Spomladi leta 1041 je začel pohod proti poljskim silam in se z njimi spopadel v bitki pri Pobiedziski. Bitka se je končala z odločilno poljsko zmago in uničenjem Miecławove vojske ter pripeljala do podpisa premirja med obema stranema.
Boji so se ponovno začeli leta 1047, ko je Kazimir I. skupaj z Jaroslavom organiziral napad na Mazovijo. Vojski sta se spopadli nekje v Pomereliji. Gallus Anonimus opisuje kraj bitke, vendar ne dovolj natančno, da bi se dalo ugotoviti, kje se je dogajala. Po njegovem pisanju so imele Miecławove sile 30 oddelkov konjenice, Kazimirjeve pa tri. Gallus verjetno ni upošteval vojske Jaroslava Modrega, saj sta imeli obe strani podobno število vojakov. Bitko je verjetno sprožil Kazimir I., ki je upal na zmago pred prihodom pomereljske vojske. Boj je bil hud, s številnimi žrtvami na Miecławovi strani. Bitka se je končala s Kazimirjevo zmago, po kateri je bila Miecławova država ponovno vključena v Poljsko. Po Gallusu Anonimusu je Miecław v bitki padel, Wincentyj Kadłubek pa v svoji Chronica seu originale regum et principum Poloniae piše, da je pobegnil v Prusijo, kjer je bil umorjen.